# Eulophia taitensis
Eulophia taitensis är en orkidéart som beskrevs av H. Pfennig och Phillip James Cribb. Eulophia taitensis ingår i släktet Eulophia och familjen orkidéer. Inga underarter finns listade i Catalogue of Life.